# Niszczyciele typu Dardo
Niszczyciele typu Dardo (Freccia) – typ włoskich niszczycieli zbudowanych dla Włoskiej Marynarki Wojennej w liczbie czterech sztuk w latach 30.  XX wieku, służący podczas II wojny światowej.

## Historia
Włoskie niszczyciele typu Dardo zostały zaprojektowane po uzyskaniu pierwszych doświadczeń z eksploatacji niszczycieli typu Turbine. Dla umożliwienia wspólnych działań z nowymi krążownikami typów Trento i Zara, zdecydowano zbudować niszczyciele o większej prędkości i zasięgu. Okręty zostały zaprojektowane przez stocznię Odero w Sestri Ponente (część Genui), która jako punkt wyjścia potraktowała projekt typu Turbine. Nieco zwiększono wymiary kadłuba, a projektowana wyporność standardowa wzrosła z 1027 do 1202 ton. Zachowano uzbrojenie główne w cztery działa kalibru 120 mm, lecz wprowadzono działa nowszego modelu 1926, o dłuższej lufie długości 50 kalibrów zamiast 45 kalibrów (jak w nowych liderach typu Navigatori). Moc siłowni zwiększono z 40 do 44 tysięcy KM, przy niewielkim wzroście jej masy (8 ton). Architektura okrętów miała być początkowo taka sama jak w poprzednikach, lecz już po rozpoczęciu budowy zmieniono projekt w celu zwiększenia pola ostrzału działek przeciwlotniczych i dwa kominy połączono w jeden szerszy, a przy tym przesunięto do tyłu nadbudówkę dziobową. Stały się one dzięki temu pierwszymi włoskimi niszczycielami o jednokominowej architekturze, która stała się później charakterystyczna dla kolejnych włoskich projektów. Trzy okręty otrzymały nazwy oznaczające strzały, a „Saetta” – błyskawicę. Typ nazwany był Dardo od pierwszego budowanego okrętu; w literaturze spotykana jest też nazwa Frecchia od pierwszego ukończonego.
Zamówiono cztery okręty w ramach programu na 1928/29 rok, po dwa w dwóch stoczniach: Odero w Sestri Ponente (w toku budowy weszła w skład spółki Odero-Terni-Orlando – OTO) i Cantieri del Tirreno w Riva Trigoso; obie w prowincji Genua. Stępki pod ich budowę położono w 1929 roku, wodowano je w latach 1930–32, a weszły do służby w latach 1931–32. Cena kontraktowa jednego okrętu wynosiła od 13,6 mln lirów (stocznia CdT) do 14,45 mln lirów (stocznia Odero). Jako pierwsza została ukończona i odbyła próby morskie 20 października 1930 roku „Freccia”, a główny „Dardo” rok później (16 października 1931 roku). Próby wykazały jednak niezadowalającą stateczność okrętów, wobec czego wymagane były niewielkie zmiany konstrukcyjne, jak zamiana masztu na lżejszy i obniżenie komina i stanowisk działek przeciwlotniczych, oraz dodanie 90 ton balastu. Jeszcze w październiku 1929 roku zdecydowano zamówić cztery kolejne okręty zmodyfikowanego typu Folgore.
Cztery zmodyfikowane okręty typu Idra zbudowano w 1933 roku dla Grecji. Greckie okręty zamówiono w 1929, główna różnicą w porównaniu do okrętów włoskich było umieszczenie 4 dział 120 mm w pojedynczych stanowiskach, podczas gdy na włoskich okrętach montowano działa w stanowiskach podwójnych.

## Okręty włoskie
| Okręt   | Znak burtowy | Położenie stępki, stocznia | Wodowanie    | Wejście do służby | Los |
| ------- | ------------ | -------------------------- | ------------ | ----------------- | --- |
| Dardo   | DR, DA       | 23. 01. 1929, OTO          | 06. 09. 1930 | 25. 01. 1932      | Przejęty przez Niemców jako TA 31. Samozatopiony 24 kwietnia 1945.                                                               |
| Freccia | FR           | 20. 02. 1929, CdT          | 03. 08. 1930 | 21. 10. 1931      | Zatopiony 8 sierpnia 1943 koło Genui w wyniku bombardowania.                                                                     |
| Saetta  | SA           | 27. 05. 1929, CdT          | 17. 01. 1932 | 10. 05. 1932      | Zatonął na minie 3 lutego 1943                                                                                                   |
| Strale  | ST           | 20. 02. 1929, OTO          | 26. 03. 1931 | 06. 02. 1932      | Wyrzucony na brzeg 21 czerwca 1942, koło przylądka Bon, zniszczony przez torpedy brytyjskiego okrętu podwodnego HMS "Turbulent". |

Stocznie:
- CdT – Cantieri del Tirreno(inne języki) w Riva Trigoso(inne języki) (Sestri Levante)
- OTO – Cantieri navali Odero(inne języki), następnie Odero-Terni-Orlando(inne języki) w Sestri Ponente(inne języki) (Genua)

## Okręty greckie

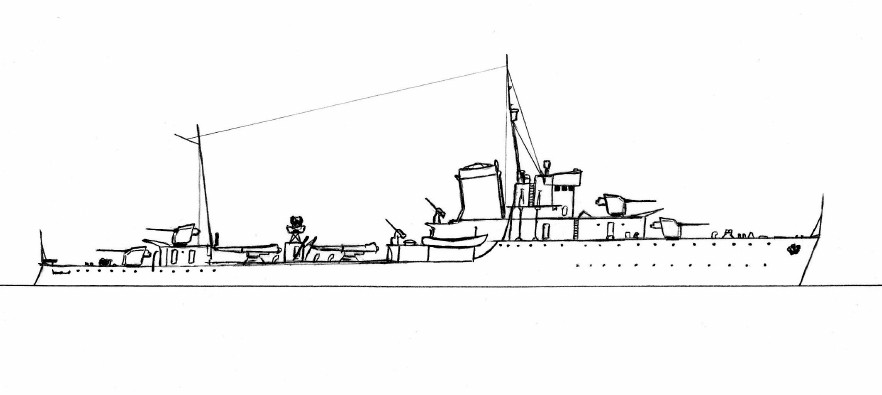
Ydra

| Okręt         | Stocznia              | Zbudowany | Los                                                           |
| ------------- | --------------------- | --------- | ------------------------------------------------------------- |
| Ydra          | Odero, Sestri Ponente |           | Zatopiony przez niemiecki samolot 22 kwietnia 1941.           |
| Spetsai       | Odero, Sestri Ponente |           | Służył podczas II wojny światowej, wycofany ze służby w 1946. |
| Psara         | Odero, Sestri Ponente |           | Zatopiony przez niemiecki samolot 20 kwietnia 1941.           |
| Kountouriotis | Odero, Sestri Ponente |           | Służył podczas II wojny światowej, wycofany ze służby w 1946. |

## Opis

### Opis ogólny i kadłub

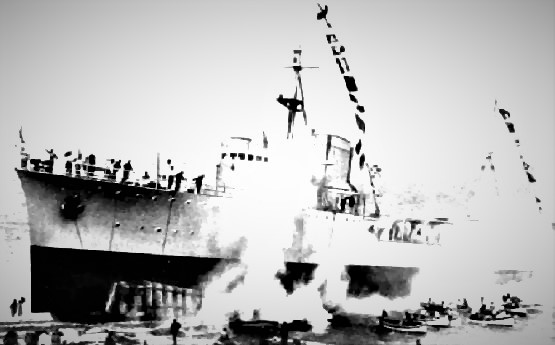
Wodowanie „Frecci” – widoczny pierwotny maszt trójnożny

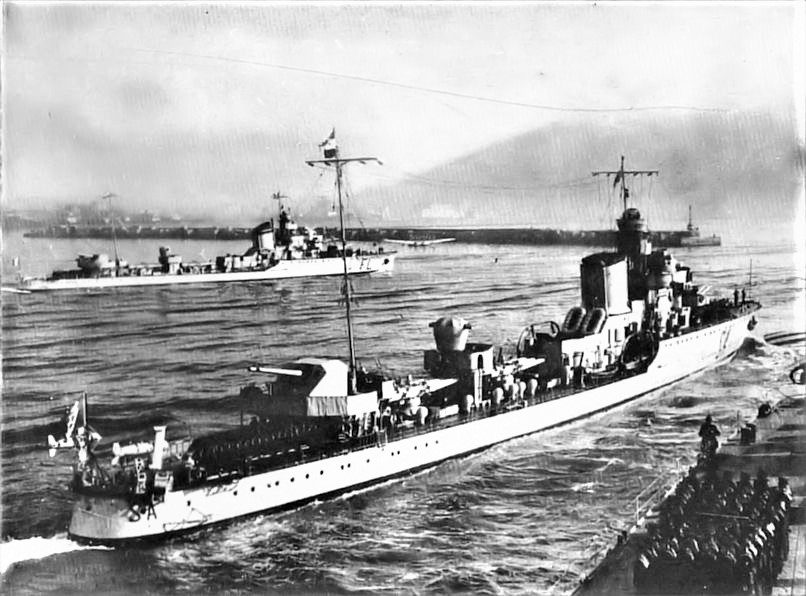
„Saetta” od rufy. Na rufie widoczne pływaki trału.

Okręty typu Freccia miały typowy dla niszczycieli okresu międzywojennego kadłub z podwyższonym pokładem dziobowym, na ok. 40% długości kadłuba. Okręty budowane przez stocznię OTO („Dardo” i „Strale”) miały proste lekko wychylone do przodu stewy dziobowe, a dwa pozostałe – sierpowato wygięte. Rufa była zaokrąglona, ścięta pod kątem i schodząca do wody. Dwa podwójne stanowiska dział artylerii głównej umieszczone były na pokładzie dziobowym i na niskiej nadbudówce rufowej. Sylwetka okrętów wyróżniała się jednym szerokim pochylonym kominem, w latach 1938–39 zaopatrzonym w ścięty pod kątem kołpak. Piętrowa nadbudówka dziobowa miała przednią ścianę pionową, graniastą w rzucie z góry. Na dolnym piętrze były pomieszczenia podoficerów i szachty wentylatorów kotłowni, a na górnym zakryty pomost bojowy z niewielkimi skrzydłami, kabina nawigacyjna i marszowa kabina dowódcy. Na dachu nadbudówki był dalocelownik, a za nim podwyższone odkryte stanowisko starszego oficera artyleryjskiego, połączone z platformą reflektora i niskim masztem sygnałowym za nim. Pierwotnie maszt był trójnożny z platformą reflektora, ale zaraz po zbudowaniu zamieniono go na lekki maszt palowy i przeniesiono niżej reflektor z uwagi na obawy co do stateczności. Na śródokręciu, między wyrzutniami torped, okręty miały małą pokładówkę z rezerwowym dalmierzem. Na rufie znajdowała się niewielka nadbudówka mieszcząca kancelarię, na której umieszczona była podstawa dział i w jej przedniej części zapasowy mostek rufowy, pod którym na pokładzie było koło sterowe. Na nadbudówce był również pochyły maszt rufowy. Kotwice miały kluzy burtowe, w 1938 roku zamienione na umieszczone wyżej półkluzy na skraju burty i pokładu, dające mniej rozbryzgów.
Wyporność standardowa wynosiła 1220 ton, w stanie lekkim 1470 t, normalna 1782 t, a pełna 1992 t. Wyporność maksymalna z minami na pokładzie wynosiła 2051 ton. Podczas wojny, po modernizacjach uzbrojenia i wyposażenia, wyporność pełna okrętów sięgała ok. 2200 ton. Długość całkowita wynosiła 95,95 m dla okrętów budowy OTO i 96 m dla okrętów budowy CdT, a na linii wodnej odpowiednio 94,5 i 94,15 m. Szerokość okrętów wynosiła 9,75 m, a zanurzenie 2,9 m przy wyporności standardowej i 4,3 m przy pełnej. 
Kadłub zbudowany był ze stali wysokiej wytrzymałości w mieszanym układzie wiązań – wzdłużnym na większości długości i poprzecznym na dziobie i rufie. Po bokach od pionowej stępki było po dziewięć wzdłużników, a nadto kadłub miał 168 wręg. Na większości długości z wyjątkiem dziobu (od 33. wręgi) było dno podwójne, a na wysokości przedziałów siłowni były wzdłuż burt grodze wzdłużne, stanowiące przedłużenie w górę dna podwójnego. Na zewnątrz były dwie stępki przechyłowe długości ok. 30 m. Okręty miały typowo dla niszczycieli tej wielkości jeden ciągły pokład – górny, a nadto podwyższony pokład dziobowy i nieciągły pokład środkowy (platformy) na dziobie i rufie, natomiast na śródokręciu całą wysokość kadłuba zajmowały przedziały siłowni. Kadłub dzielił się na 10 głównych przedziałów wodoszczelnych 9 poprzecznymi grodziami sięgającymi do górnego pokładu (w tym dwie wyżej do pokładu dziobowego), a nadto na dalsze przedziały niższymi grodziami. Masa konstrukcji kadłuba według projektu wynosiła 438 ton (36,5% wyporności).
Załoga etatowo składała się początkowo ze 165 osób, w tym 6 oficerów. Podczas wojny liczebność załogi rosła do ponad 210 osób. Pomieszczenia oficerskie (jednoosobowe kajuty i mesa) znajdowały się tradycyjnie w kadłubie na rufie; kapitan miał gabinet, sypialnię i łazienkę. Podoficerowie mieli dwie jednoosobowe kajuty oraz kubryki, a marynarze kubryki z hamakami w części dziobowej okrętu.

### Uzbrojenie

#### Artyleria główna

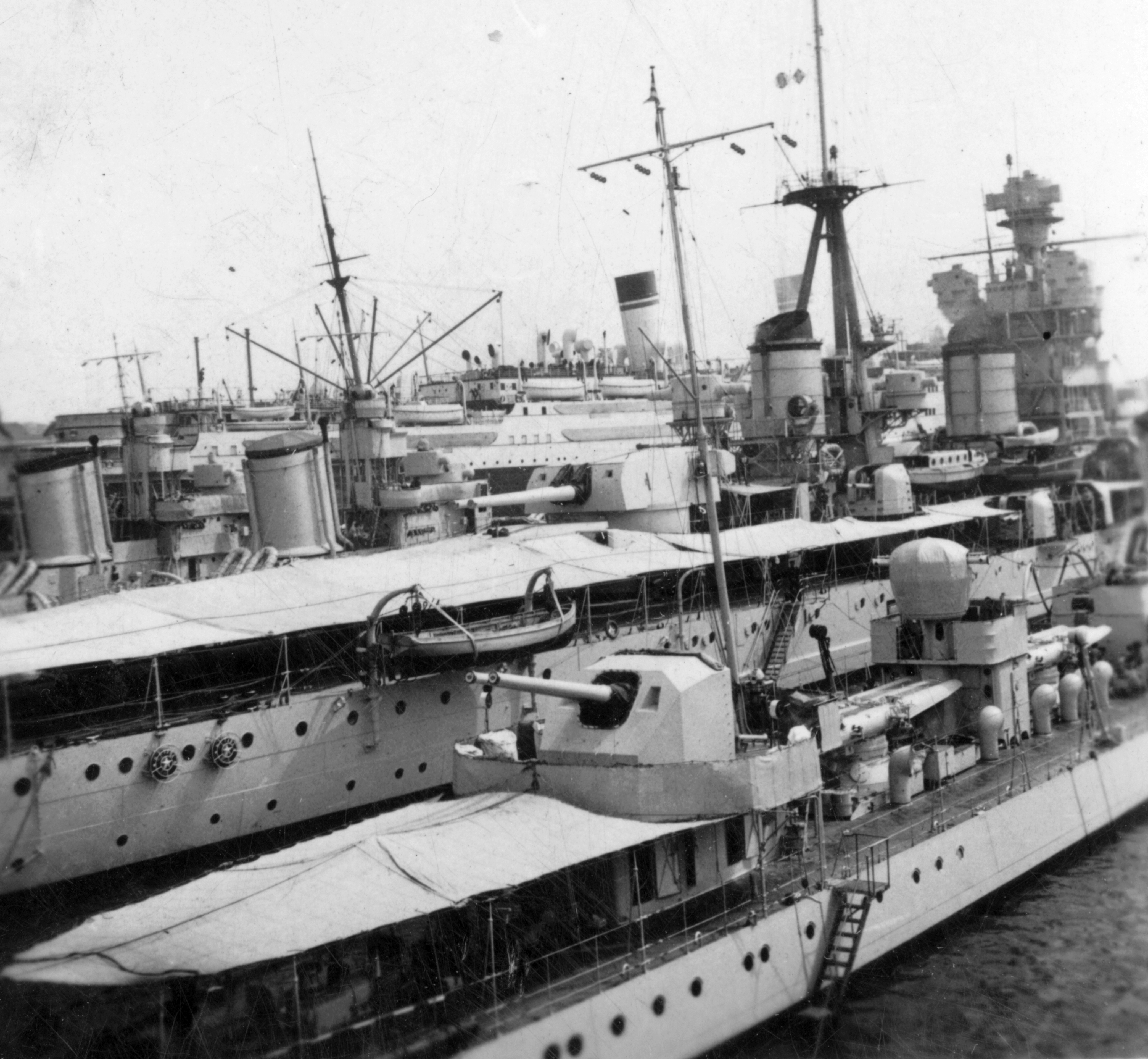
Działa rufowe i wyrzutnie torped niszczyciela typu Dardo (albo Folgore)

Główną artylerię stanowiły cztery armaty kalibru 120 mm Ansaldo model 1926 o długości lufy 50 kalibrów (L/50) umieszczone na dwóch dwudziałowych podstawach model 1926. Dziobowe stanowisko umieszczone było na pokładzie dziobowym, a rufowe na niskiej pokładówce. Kąt podniesienia luf wynosił od -10° do +45° i umożliwiał też teoretycznie strzelanie amunicją burzącą z zapalnikami czasowymi do nisko lecących samolotów, zwłaszcza torpedowych. Strzelały one z prędkością początkową 920 m/s na odległość do 19 600 m (pierwotnie prędkość wynosiła 950 m/s a donośność 22 000, lecz została ograniczona przez zmniejszenie ładunków dla większej żywotności luf). Działa miały trójkątne w widoku z boku maski ochronne. Obie lufy były umieszczone na wspólnej lawecie, a podstawy były obracane i lufy podnoszone za pomocą napędów elektrycznych.
Zapas amunicji wynosił etatowo 800 pocisków (200 na lufę). Strzelały pociskami przeciwpancernymi o masie 23,4 kg, burzącymi lub zapalającymi o masie 22,8 kg i oświetlającymi. Amunicja była łuskowa, rozdzielnego ładowania, z ładunkiem miotającym o masie 9,7 kg. Okręty miały dwie komory amunicyjne, na dziobie i rufie, a amunicja była dostarczana windami elektrycznymi. Teoretycznie szybkostrzelność wynosiła do 7–8 strzałów na minutę, lecz w praktyce wynosiła ok. 6 (salwy co 10 sekund). Masa stanowiska wynosiła 22,24 t, a ogólna masa uzbrojenia wzrosła w stosunku do niszczycieli typu Turbine o 10,7 t. 
W latach 1933–34 na okrętach ustawiono przewidziane projektem dwie haubice kalibru 120 mm OTO model 1933 o długości lufy L/15, przeznaczone tylko do wystrzeliwania pocisków oświetlających podczas walk nocnych. Umieszczone były na obu burtach na końcu pokładu dziobowego, przed jego uskokiem. Demontowano je na przełomie lat 1940/41.

#### Artyleria przeciwlotnicza
Uzbrojenie przeciwlotnicze początkowo stanowiły dwa działka automatyczne kalibru 40 mm Vickers-Terni model 1917 o długości lufy L/39, na podstawach model 1930. Były umieszczone po obu burtach na pokładzie górnym za kominem. Pierwotnie miały być umieszczone na wyżej położonych platformach, lecz przeniesiono je niżej dla polepszenia stateczności, co pogorszyło ich kąt ostrzału. Uzupełniały je cztery karabiny maszynowe kalibru 13,2 mm Breda, podwójnie sprzężone w dwóch stanowiskach na skrzydłach dachu mostka. Okręty miały też dwa karabiny maszynowe kalibru 8 mm Breda na przenośnych lawetach.
Podczas wojny uzbrojenie przeciwlotnicze okrętów modyfikowano i wzmacniano. Na przełomie 1940/41 roku zdejmowano karabiny maszynowe 13,2 mm, zamiast których montowano sześć działek automatycznych 20 mm Breda model 1935 L/65 (dwie podwójne podstawy na końcach pokładu dziobowego zamiast haubic 120 mm i dwa pojedyncze w miejscu km-ów 13,2 mm). Pod koniec 1941 roku zdejmowano także działka 40 mm i dalmierz na śródokręciu, na platformie którego montowano podwójne działko 20 mm. Na przełomie 1942/43 roku na trzech ocalałych okrętach (poza „Strale”) dodano dwie pojedyncze armaty automatyczne kalibru 37 mm Breda M.39 L/54 na platformie w miejscu rufowego aparatu torpedowego. Dodawano także trzy pojedyncze działka 20 mm Breda: dwa na pokładzie rufowym i jedno na platformie za kominem nad kożuchem przewodów dymowych, podnosząc ich liczbę do 11.

#### Broń podwodna
Uzbrojenie torpedowe stanowiło sześć wyrzutni torpedowych kalibru 533 mm w dwóch potrójnych aparatach torpedowych na pokładzie na śródokręciu. Używane we Włoszech torpedy SI 250/533,3×7,5 miały masę całkowitą 1781 kg, w tym 250 kg materiału wybuchowego, i zasięg 3000 m przy prędkości 40 węzłów lub 12 000 m przy 26 w. W latach 1941–42 stanowiska celowniczych osłonięto ekranami przeciwbryzgowymi. Na przełomie 1942/43 roku na trzech ocalałych okrętach (poza „Strale”) zdjęto rufowy aparat torpedowy, wzmacniając uzbrojenie przeciwlotnicze.
Okręty typu Dardo zgodnie z projektem miały przenosić bomby głębinowe na dwóch zrzutniach na rufie, lecz początkowo ich nie montowano. Dopiero od 1937 roku zaczęto je wyposażać w dwie zrzutnie na trzy duże bomby o masie 100 kg albo sześć małych o masie 50 kg każda. Podczas II wojny światowej przynajmniej „Saetta” została wyposażona w holowane torpedy przeciw okrętom podwodnym, wodowane za pomocą żurawika w części rufowej. Wszystkie okręty były wyposażone w demontowane tory minowe na pokładzie, na których można było zabierać do 54 min kotwicznych typu Bollo, co jednak w praktyce nie było stosowane z uwagi na pogorszenie stateczności.

### Napęd
Okręty były napędzane przez dwa zespoły turbin parowych z przekładniami, poruszające dwie trzyłopatowe śruby o średnicy 3,2 m. Siłownia była w układzie liniowym, od dziobu: trzy kotłownie i dwie maszynownie, rozdzielone przedziałem mechanizmów pomocniczych. Kotłownia dziobowa znajdowała się pod tylną częścią nadbudówki, a spaliny z wszystkich kotłowni były kierowane do pojedynczego szerokiego komina. Mechanizmy napędowe były produkcji odpowiednich stoczni. Turbiny były systemu Parsonsa, z turbiną wysokiego i niskiego ciśnienia i przekładnią redukcyjną. Dziobowa maszynownia napędzała lewy wał, a rufowa prawy. Parę dostarczały trzy kotły wodnorurkowe typu Express o ciśnieniu roboczym pary 22 atmosfery. Miały łączną powierzchnię ogrzewalną 3004 m² i powierzchnię przegrzewaczy: 528 m². Moc projektowa wynosiła 44 000 KM. Na próbach tylko „Dardo” nie osiągnął średniej mocy projektowej (42 885 KM), a pozostałe okręty ją przekroczyły. Czas rozpalenia wygaszonych kotłów do wyjścia w morze wynosił 4–4,5 godzin, a awaryjnie 3 godziny. Okręty miały ster półzbalansowany.
Projektowa ciągła prędkość maksymalna wynosiła 38 węzłów i na próbach 6-godzinnych przekroczyły ją wszystkie okręty, jednakże próby odbywały się w stanie lekkim, przy wyporności 1370 ton. „Freccia” na próbach osiągnął największą prędkość średnią 39,43 w. Typowo jednak okręty w realnych warunkach rozwijały podczas służby z powodu przeciążenia prędkość nie większą niż 34 węzły, która u progu II wojny światowej na skutek zużycia mechanizmów spadła do 30–31 węzłów. Normalny zapas paliwa wynosił 200–430 ton, a pełny 590–640 ton. Zasięg wynosił 4600 mil morskich przy prędkości 12 węzłów, 3780 Mm przy 18 w, 1970 Mm przy 25 w lub 680 mil przy 32 węzłach.

### Wyposażenie
System kierowania ogniem obejmował przede wszystkim dalocelownik SDT (Stazione Direzione Tiro) na dachu nadbudówki dziobowej, z dwoma stereoskopowymi dalmierzami optycznymi o bazie 3 m i celownikiem APG. Na platformie przed masztem, mieszczącej stanowisko starszego oficera artyleryjskiego, znajdował się inklinometr służący do oceny kąta kursowego celu. Dane były przetwarzane w centrali artyleryjskiej, wyposażonej w przelicznik artyleryjski, i podawane do dział. Działa miały również celowniki optyczne. Na pokładówce na śródokręciu był trzeci rezerwowy dalmierz 3-metrowy, demontowany podczas wzmacniania uzbrojenia przeciwlotniczego w latach 1941–42. Na początku wojny na mostkach montowano celowniki do strzelań nocnych.
Energię elektryczną zapewniały dwa turbogeneratory prądu stałego i dwa generatory spalinowe o łącznej mocy 120 kW. Okręty miały jeden reflektor o średnicy 90 cm na platformie na nadbudówce. Wyposażone były w radiostacje do łączności telegraficznej, z anteną rozciągniętą między masztem dziobowym i rufowym. Od końca lat 30. wyposażano je też w radiostacje RM.4 krótkiego zasięgu do łączności fonią z antenami na mostku. Część okrętów otrzymała wówczas radionamierniki.
Do wykrywania okrętów podwodnych służyły tylko szumonamierniki. Podczas wojny tylko „Dardo” i „Freccia” otrzymały w lutym i lipcu 1943 roku hydrolokatory. Tylko „Dardo” latem tego roku otrzymał w miejscu reflektora włoski radar EC-3/ter Gufo, a „Freccia” miał otrzymać radar, lecz został zatopiony.
W skład wyposażenia wchodziła aparatura do stawiania parowej zasłony dymnej montowana w kominie oraz generatory chemiczne zasłony dymnej na rufie. Okręty typu Dardo były ponadto od początku wyposażone w dwa trały typu C z żurawikami na rufie.
Po wejściu do służby niszczyciele miały etatowo cztery łodzie, składowane na pokładzie po bokach komina: na lewej burcie kuter wiosłowy długości 6,5 m i łódź długości 3,65 m, a na prawej burcie kuter motorowy długości 6,07 m i szalupę z silnikiem doczepnym długości 4,5 m. Dodatkowo przenoszony był roboczy 3,5-metrowy płaskodenny bączek w rejonie dziobowego aparatu torpedowego. Okręty miały ponadto dwie 20-osobowe tratwy ratunkowe typu D (wymiary 3,4×1,52 m) na ukośnym kożuchu przewodów dymowych za kominem. Podczas II wojny światowej zwiększano liczbę tratw, stosując głównie 13-osobowe tratwy typu C (wymiary 2,43×1,52 m), typowo w liczbie dwóch par.

### Malowanie
Początkowo niszczyciele były malowane w części nadwodnej na kolor jasny popielatoszary, z ciemnoszarym pokładem, a część podwodna była malowana na ciemnozielono. Na burtach w okolicy dział dziobowych i na rufie malowano na czerwono dwuliterowe identyfikacyjne skróty nazw. Na początku wojny od lipca 1940 roku na pokłady na dziobie naniesiono biało-czerwone skośne pasy dla identyfikacji z powietrza. Dopiero od stycznia 1942 roku stosowano standardowy kontrastowy trójkolorowy kamuflaż, z plam ciemnoszarych, popielatoszarych i brudnobiałych, o wzorze różniącym się na poszczególnych okrętach. Jako ostatni kamuflaż otrzymał „Dardo” po remoncie w czerwcu 1943 roku. Zachowywano litery rozpoznawcze w kontrastującym kolorze szarym na kamuflażu.

## Służba

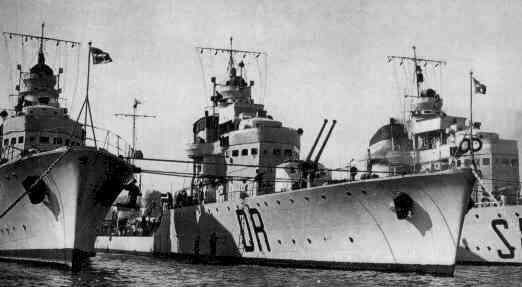
„Strale”, „Dardo” i „Saetta” przed 1938 rokiem.

Wszystkie cztery niszczyciele zostały wcielone do służby w Regia Marina w latach 1931–32 i utworzyły 7. dywizjon niszczycieli (wł. squadriglia). Podczas hiszpańskiej wojny domowej pełniły służbę na wodach Hiszpanii, biorąc udział w „patrolach neutralności”, a faktycznie wspierając nacjonalistów. Między innymi w 1936 i 1937 roku patrolowały w Cieśninie Sycylijskiej w celu przechwytywania statków z bronią dla republiki. 12 sierpnia 1937 roku „Saetta” zatopił hiszpański tankowiec „Campeador”. 14 sierpnia natomiast „Freccia” uszkodził torpedami i artylerią tankowiec pod panamską banderą „Geo. W. McKnight”. Jesienią 1937 roku niszczyciele 7. dywizjonu operowały na krótko na Morzu Czerwonym w celu wspierania działań przeciwko powstańcom w Etiopii i złożyły wizytę w Jemenie.
Po przystąpieniu Włoch do II wojny światowej 10 czerwcu 1940 roku niszczyciele typu Dardo wchodziły nadal w skład 7. dywizjonu niszczycieli  bazującego w Tarencie i przydzielonego do 5. dywizjonu okrętów liniowych. Wzięły udział w bitwy koło przylądka Stilo, wychodząc 7 lipca 1940 roku w morze. „Freccia” i „Saetta” osłaniały pancerniki „Conte di Cavour” i „Giulio Cesare” podczas głównego starcia 9 lipca, jednakże dwa pozostałe odesłano z powodu niesprawności maszyn. Ponownie wszystkie lub niektóre niszczyciele 7. dywizjonu eskortowały pancerniki podczas operacji 30 sierpnia – 1 września i 7–8 września, bez starć z nieprzyjacielem, oraz podczas bitwy koło przylądka Spartivento 27 listopada.
Od marca 1941 roku, w związku z wycofaniem starszych pancerników do II linii, wszystkie niszczyciele typu Dardo zostały skierowane do zadań osłony konwojów między Włochami a Afryką północną, przydzielone do grupy niszczycieli eskortowych. Jednocześnie między styczniem a październikiem tego roku poszczególne okręty poddano modernizacji uzbrojenia przeciwlotniczego. Konwoje bywały atakowane przez brytyjskie lotnictwo z Malty i okręty podwodne, rzadziej przez okręty nawodne i część spośród eskortowanych statków była topiona mimo eskorty.
23 września 1941 roku w porcie w Palermo „Dardo”, z pustymi zbiornikami paliwa, utracił stateczność i zatonął po przewróceniu się przez prawą burtę. Podniesienie i remont okrętu połączony z modernizacją zajęły ponad półtora roku.
„Dardo” powrócił do służby 16 czerwca 1943 roku, ale już w lipcu doszło na nim do wybuchu w turbinie parowej, po czym znowu został skierownay na remont w Genui, gdzie po kapitulacji Włoch został 9 września 1943 roku zdobyty przez wojska niemieckie. 18 czerwca 1944 roku został wcielony po dalszym remoncie do niemieckiej Kriegsmarine, pod oznaczeniem TA 31. Z powodu trapiących go awarii jedynie dwa razy wyszedł w 1944 roku bojowo w morze, po czym powrócił do remontu, nieukończonego przed końcem wojny. 24 kwietnia 1945 roku został samozatopiony przez Niemców w Genui, a po wojnie złomowany.
We włoskiej służbie podczas wojny okręt najbardziej intensywnie używany był „Freccia”, wychodząc w morze 165 razy i przepływając 68 082 mile morskie; niewiele mniej „Saetta” (163 razy i 64 458 mile morskie). Najmniej intensywnie używany był „Dardo” z powodu remontu, wychodząc w morze  89 razy i przepływając 33 952 mile morskie.